# The Paper Chase (gruppo musicale)
The Paper Chase è un gruppo musicale alternative rock statunitense originario di Dallas (Texas) e attivo dal 1998 al 2010.

## Formazione
- John Congleton
- Sean Kirkpatrick
- Bobby Weaver
- Jason Garner

## Discografia
Album studio
- Young Bodies Heal Quickly, You Know (2000)
- Hide the Kitchen Knives (2002)
- God Bless Your Black Heart (2004)
- Now You Are One of Us (2006)
- Someday This Could All Be Yours, Vol. 1 (2009)

Singoli ed EP
- Essays on Frantic Desperation (split con E-Class and Lugsole) (1999)
- ...And the Machines Are Winning (1999)
- Cntrl-Alt-Delete-U (2001)
- What Big Teeth You Have (2004)
- Split con Red Worms Farm (2004)
- Split con Will Johnson (2004)
- Split with Xiu Xiu (2005)